# Ópera chinesa

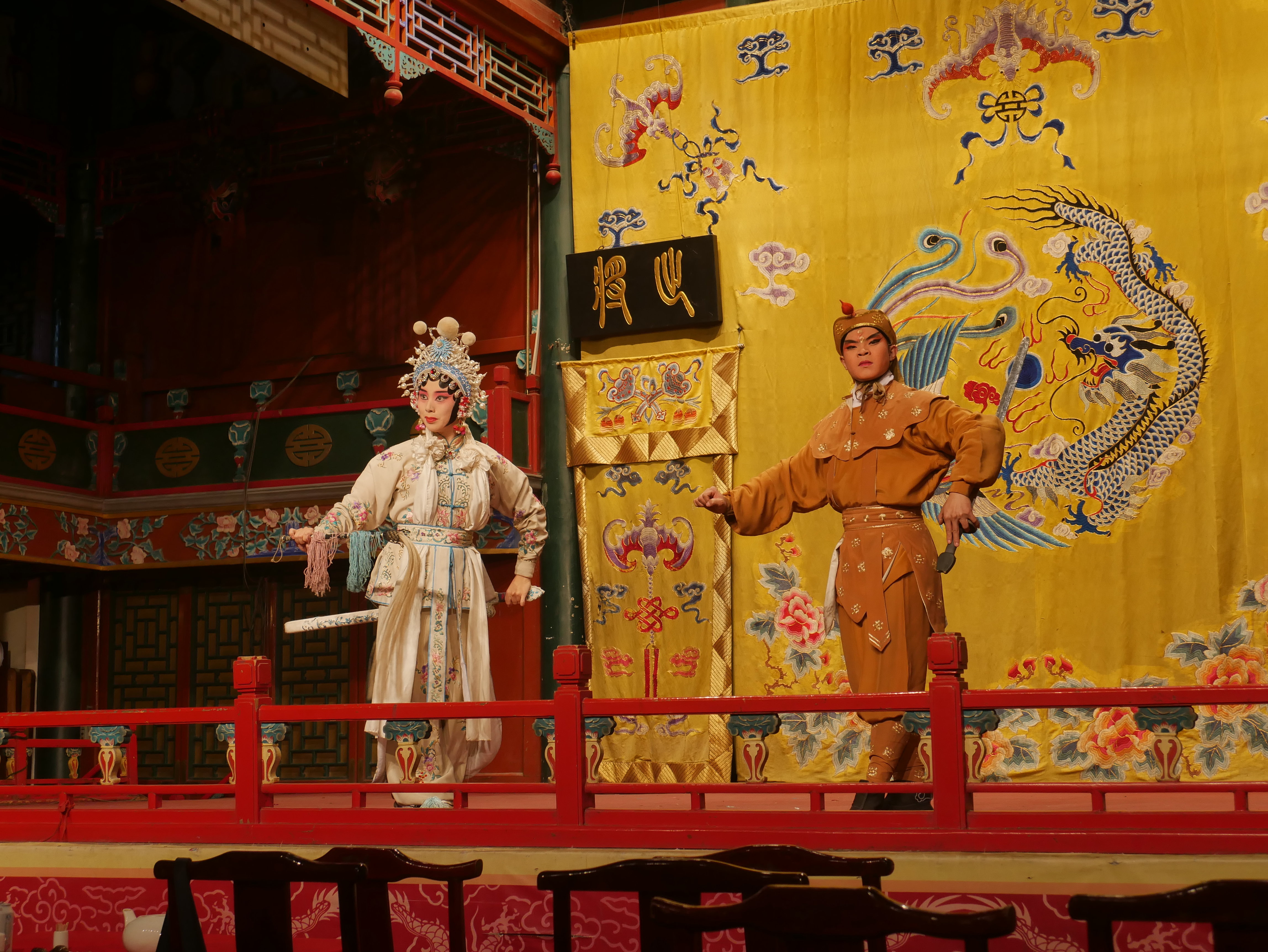
Cena de "A lenda da cobra branca", uma obra de ópera chinesa.

A ópera chinesa (em Chinês: 戲曲/戏曲; Pinyin: xìqǔ) é uma forma popular de drama e teatro musical na China. Em Macau, há um dialecto macaense, considerado o português de Macau, que, chama a Ópera com o nome de Auto-China ou Chapôm-chipôm. É um teatro misturado de elementos como a literatura, a música, o cantar, a dança, as belas-artes, as artes marciais, o malabarismo e a arte espectacular. Esse amálgama cultural se formou ao longo de mais de mil anos, e atingiu sua forma madura no século XIII, durante a dinastia Song.
Existem inúmeros ramificações regionais da ópera, como a ópera de Pequim, a ópera de Xiaoxing, a ópera cantonesa, a ópera de Kunqu e o Lüju. Hoje, o círculo da Ópera Chinesa é normalmente chamado de "Círculo de Crisântemo" (em Chinês: 菊壇/菊坛) e os circos teatrais designam-se como a "Perada" (em Chinês: 梨園/梨园) e os actores como os "Filhos e Irmãos da Perada" (em Chinês: 梨園子弟/梨园子弟).

## História

### Das Seis Dinastias a Tang
Uma forma inicial de drama chinês é a ópera Canjun (參軍戲, ou Peça de Ajudante), que se originou na dinastia Zhao Posterior (319–351). Na sua forma inicial, era um simples drama cômico envolvendo dois atores: um oficial corrupto (Canjun) e um bobo da corte chamado Falcão Cinzento (蒼鶻), que o ridiculariza. Os personagens da ópera Canjun são considerados os precursores dos personagens tradicionais da ópera chinesa posterior, especialmente os personagens chou (丑). 
Vários dramas com canções e dança se desenvolveram durante o período das Seis Dinastias. Durante a dinastia Qi do Norte, uma dança com máscaras chamada "Grande Rosto" (大面, que também pode significar "máscara", ou alternativamente daimian, 代面, podendo também ser chamada como Rei de Lanling, 蘭陵王) foi criada em honra de Gao Changgong, que combatia usando uma máscara. Outra modalidade artística criada foi o Botou (撥頭, 缽頭), um drama com dança e máscaras das Regiões Ocidentais que conta a história de um filho que mata o tigre que havia matado seu pai. Na peça "A mulher que dança e canta" (踏謡娘), é relatada a história de uma mulher agredida por seu marido bêbado, sendo que, originalmente, o papel principal era interpretado por um homem vestido de mulher. As histórias contadas nesses dramas de canto e dança são simples, mas são consideradas as mais antigas obras de teatro musical na China, e as precursoras das obras mais sofisticadas de ópera chinesa que surgiriam posteriormente.
Estas formas iniciais de drama foram populares na dinastia Tang, quando elas se aperfeiçoaram. Por exemplo, no final da dinastia Tang, a ópera Canjun se havia transformado numa obra com enredo complexo e reviravoltas dramáticas, com pelo menos quatro atores. O teatro chinês se desenvolveu com o imperador Xuanzong de Tang (712–755), que fundou o "Jardim de Peras" (梨园/梨園; líyuán), a primeira escola para músicos, atores e dançarinos. Os seus alunos formaram o que pode ser considerado a primeira companhia de ópera da China. Eles se apresentavam na maioria das vezes para o deleite exclusivo do imperador. Até hoje, os profissionais de ópera na China são chamados de "discípulos do jardim de peras" (梨园弟子/梨園弟子, líyuán dìzi).

### De Song a Qing
Na época da dinastia Song (960–1279), a ópera Canjun já havia incorporado canto e dança, e já havia levado ao desenvolvimento do Zaju (雜劇) e do Nanxi (南戏). Na dinastia Yuan (1279–1368), atos baseados em rimas e inovações como papéis especializados, como Dan (旦, dàn, mulher), Sheng (生, shēng, homem), Hua (花, huā, rosto pintado) e Chou (丑, chŏu, palhaço), foram introduzidos na ópera. Embora os atores falassem apenas chinês clássico nas peças durante a dinastia Song, na dinastia Yuan muitos atores passaram a usar a língua vernácula nas peças.
No drama poético yuan, apenas uma pessoa cantava durante os quatro atos, mas, nos dramas que se desenvolveram a partir do Nanxi durante a dinastia Ming (1368–1644), todos os atores cantavam. O dramaturgo Gao Ming, na dinastia Ming tardia, escreveu a ópera "Conto da Pipa", que se tornou bastante popular e um modelo para as demais óperas do período, visto que era a ópera favorita do primeiro imperador ming, Zhū Yuánzhāng. A ópera já tinha, nessa época, uma aparência semelhante à ópera chinesa atual, embora os libretos fossem bem mais longos. Os atores deviam ser proficientes em várias artes: de acordo com o livro "Memórias de Tao An" (陶庵夢憶), de Zhang Dai, eles tinham que saber tocar vários instrumentos musicais, cantar e dançar antes de aprender a representar.
A forma dominante na dinastia Ming e no início da dinastia Qing era o kunqu, que se originou na área cultural wu. Uma famosa peça de kunqu é "O Pavilhão das Peônias", de Tang Xianzu. O kunqu, posteriormente, se transformou numa peça mais longa chamada chuanqi, que se transformou numa das cinco melodias que criaram a ópera de Sichuan. Atualmente, a ópera chinesa existe em 368 formas diferentes, sendo que a mais conhecida é a ópera de Pequim, que assumiu seu formato atual em meados do século XIX e se tornou extremamente popular no final da dinastia Qing (1644–1911).
Na ópera de Pequim, instrumentos de cordas e percussão tradicionais chineses fornecem um poderoso e rítmico acompanhamento para os atores. A representação se baseia em alusões: gestos, passadas e outros movimentos expressam ações como montar a cavalo, remar num barco ou abrir uma porta. O diálogo se divide entre recitações (usadas pelos personagens sérios) e a fala coloquial de Pequim (usada por mulheres jovens e palhaços). Os papéis dos personagens são bem definidos, e cada personagem tem uma elaborada maquiagem própria. O repertório tradicional da ópera de Pequim contém mais de mil obras, sendo que a maioria delas é retirada de novelas históricas com fundo político ou militar.

### 1912-1949
Na virada para o século XX, e principalmente em seguida ao Movimento Quatro de Maio de 1919, estudantes chineses que retornavam do exterior começaram a encenar peças ocidentais no país, e dramaturgos chineses começaram a imitar o estilo dessas peças. O mais notável desses dramaturgos foi Cao Yu (1910-1996). Seus principais trabalhos ("Trovoada", "Nascer do sol", "Região selvagem" e "Homem de Pequim") foram escritos entre 1934 e 1940, e foram lidos amplamente na China. 
Na década de 1930, produções teatrais encenadas por companhias itinerantes do Exército Vermelho em áreas controladas pelos comunistas foram usadas com o objetivo de promover ideais do partido, bem como sua filosofia política. Na década de 1940, o teatro já estava bem estabelecido nas áreas controladas pelos comunistas. 

### 1949-1985
Nos anos iniciais de República Popular da China, foi encorajado o desenvolvimento da ópera de Pequim. Foram escritas muitas óperas com temas históricos e modernos, e as óperas tradicionais continuaram a ser encenadas. Devido a seu caráter popular, a ópera chinesa foi a primeira forma de arte a refletir as mudanças políticas no país. Em meados da década de 1950, por exemplo, foi a primeira arte a se beneficiar do Desabrochar de Cem Flores, com a criação da ópera de Jilin. A ópera pode ser usada para comentar assuntos políticos: em novembro de 1965, a peça "Hai Rui foi demitido do escritório", de Wu Han, foi acusada de ser anti-Mao Tsé Tung, o que marcou o início da Revolução Cultural Chinesa. Durante a revolução, a maioria das companhias de ópera foi dissolvida, atores e dramaturgos foram perseguidos, e todas as óperas foram banidas com exceção das "Oito óperas modelo" que haviam sido escolhidas por Jiang Qing e seus associados. Peças ocidentais foram condenadas como "drama morto" e "sementes venenosas", e foram proibidas. Depois da queda da Camarilha dos Quatro em 1976, a ópera de Pequim experimentou um revivalismo e continuou a ser uma forma muito popular de entretenimento, tanto no palco quanto na televisão. 

### Presente
No século XXI, a ópera chinesa raramente é encenada em público, exceto nas tradicionais casas de ópera do país. Também costuma ser encenada no Festival dos fantasmas asiático, no sétimo mês lunar, para entreter espíritos e a audiência. Mais de trinta famosas peças da ópera de Kunqu continuam a ser encenadas atualmente, incluindo "O pavilhão das peônias", "O leque da flor de pêssego" e adaptações de Jornada ao Oeste e Romance dos Três Reinos.
Em 2001, a ópera de Kunqu foi reconhecida como Patrimônio Cultural Imaterial da Humanidade pela Organização das Nações Unidas para a Educação, a Ciência e a Cultura. 

## Maquiagem
Costumam ser usadas, nas óperas chinesas, as mesmas maquiagens exageradas que os antigos guerreiros usavam no rosto para assustar os inimigos durante as batalhas. 
Cada cor da maquiagem possui um significado. Pode indicar o papel de um personagem, um destino, e ilustrar o estado emocional do personagem e seu caráter geral. O branco simboliza coisas sinistras, diabólicas, astuciosas e suspeitas. É a cor adotada pelos vilões nas óperas chinesas. Quanto maior a área pintada de branco, mais cruel é o personagem. O verde simboliza comportamento impulsivo, violência e ausência de autocontrole. O vermelho simboliza bravura ou lealdade. O preto simboliza ousadia, ferocidade, imparcialidade, rudeza. O amarelo simboliza ambição, ferocidade ou inteligência. O azul simboliza firmeza (por exemplo, alguém que mantém sua lealdade não importa o que aconteça). O rosa simboliza sofisticação e cabeça fria.
As pinturas podem cobrir toda a face, ou se localizar apenas na área central, entre os olhos e o nariz. 

## Variedades de ópera

### Norte
- ópera de Pequim (京剧) (Pequim e várias grandes cidades)
- ópera de Yu (豫剧) (Henan)
- ópera de Errenzhuan/Bangzixi/Benbeng (二人转) (Nordeste da China)
- Hebei bangzi (河北梆子) (Hebei)
- Jiju (吉剧) (Jilin)
- Lüju (吕剧) (Shandong)
- Maoqiang (茂腔) (Shandong)
- Pingju (评剧) (Hebei)
- Puju (蒲剧) (Shanxi)
- Qinqiang (秦腔) (Shaanxi)
- Zaju (雜劇) (em geral)
- ópera de Jinju (晋剧) (Shanxi)

### Sul
| - ópera cantonesa (Guangdong e Guangxi) - ópera de Gaojia (Quanzhou) - Huaguxi (花鼓戏) (Hubei e Hunan) - ópera de Huangmei (Anhui) - ópera de Xangai - Kunqu (leste da China e grandes cidades) - ópera de Liyuan - ópera de Teochew - ópera Hakka (汉剧) | - ópera Min (Fuzhou) - ópera de Puxian (Putian, 莆仙戏) - ópera de Nanxi (Wenzhou) - Ouju (Wenzhou) - ópera de Shaoxing/Yueju (Zhejiang) - ópera de Taiwan (Taiwan e Fujian do Sul) - Wuju (Jinhua, Zhejiang) - ópera de Sichuan (Sichuan e Chongqing) |